# Masdevallia wageneriana
Masdevallia wageneriana är en orkidéart som beskrevs av Jean Jules Linden och John Lindley. Masdevallia wageneriana ingår i släktet Masdevallia och familjen orkidéer. Inga underarter finns listade i Catalogue of Life.

## Bildgalleri

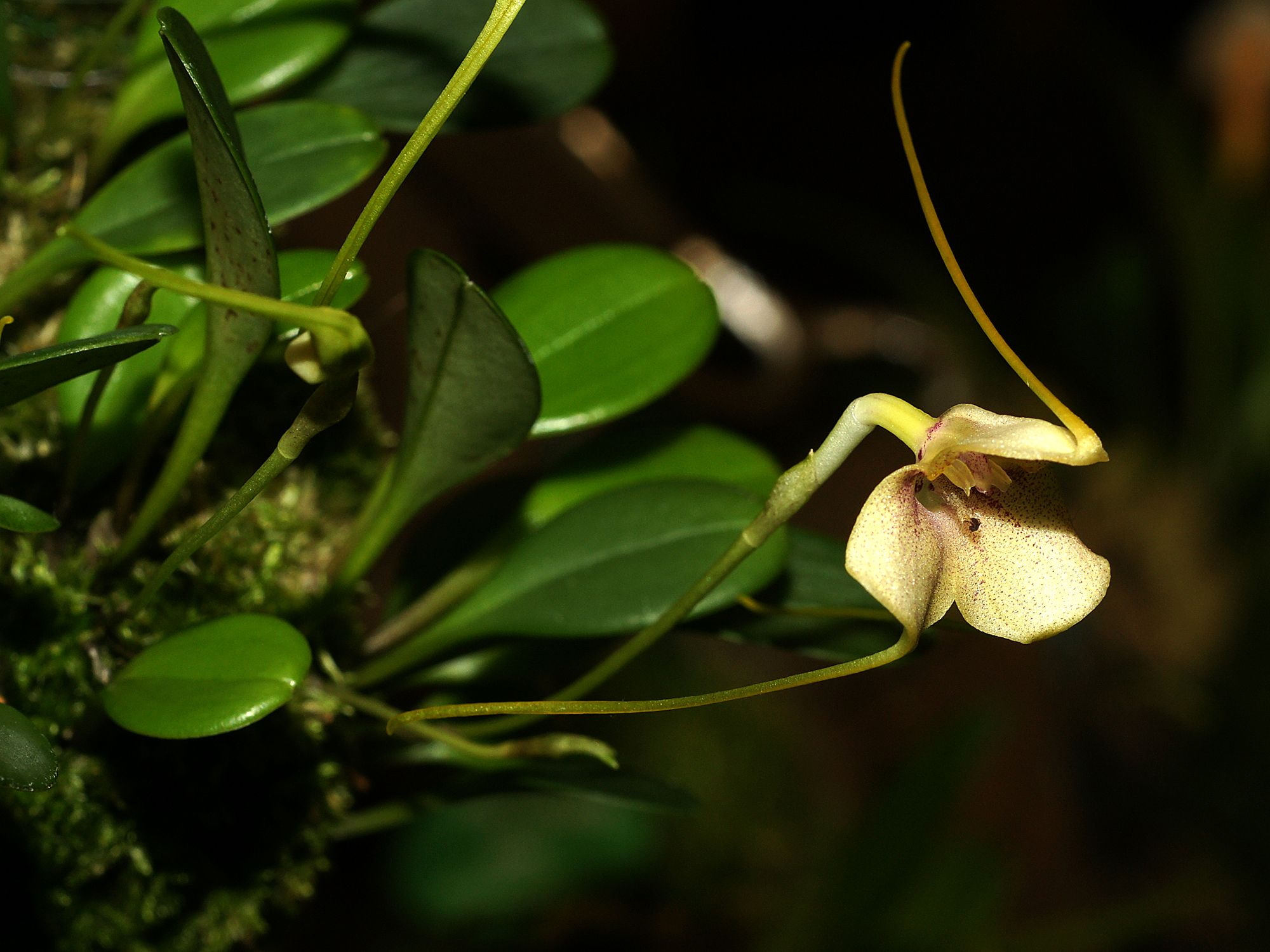
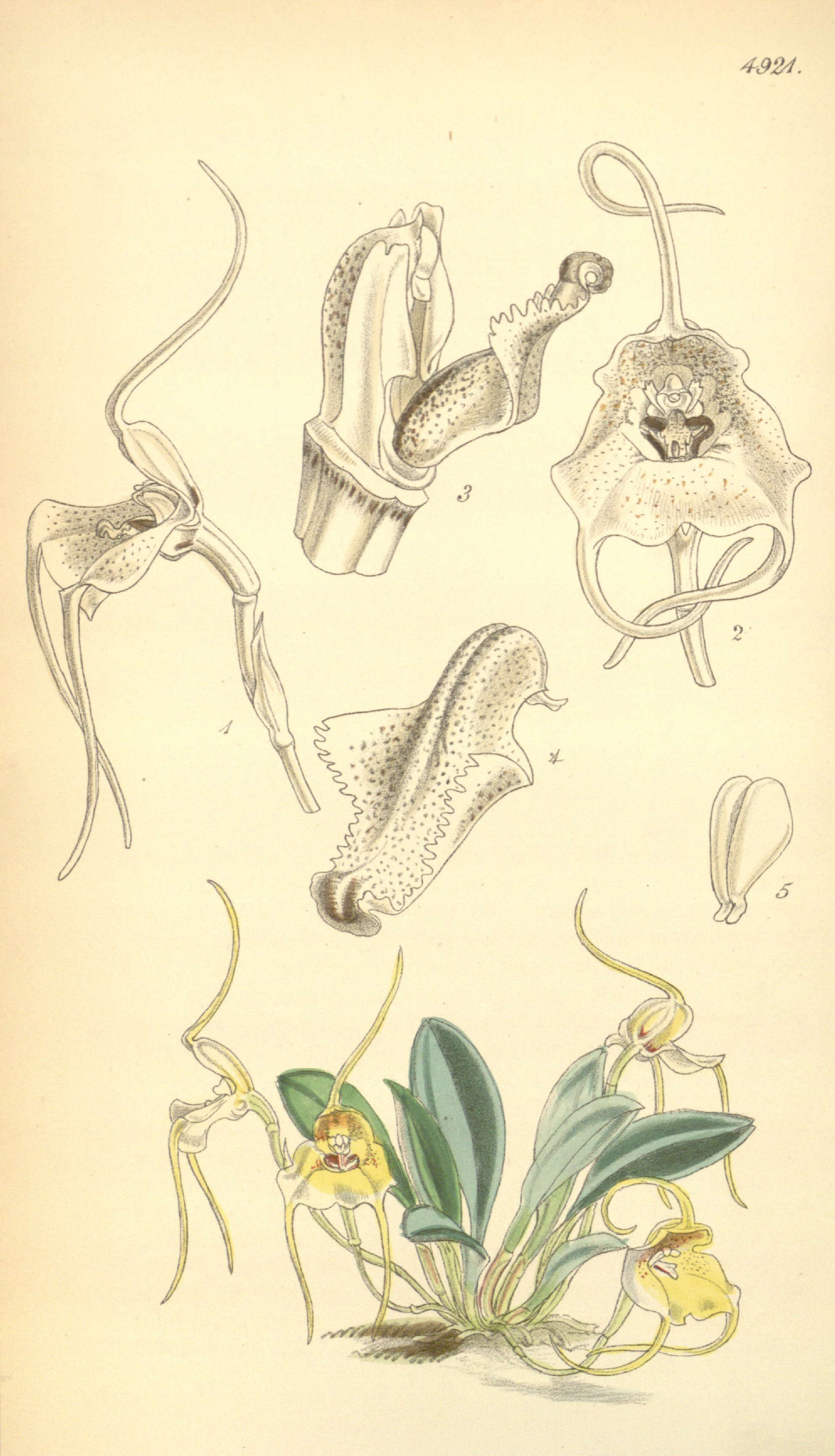
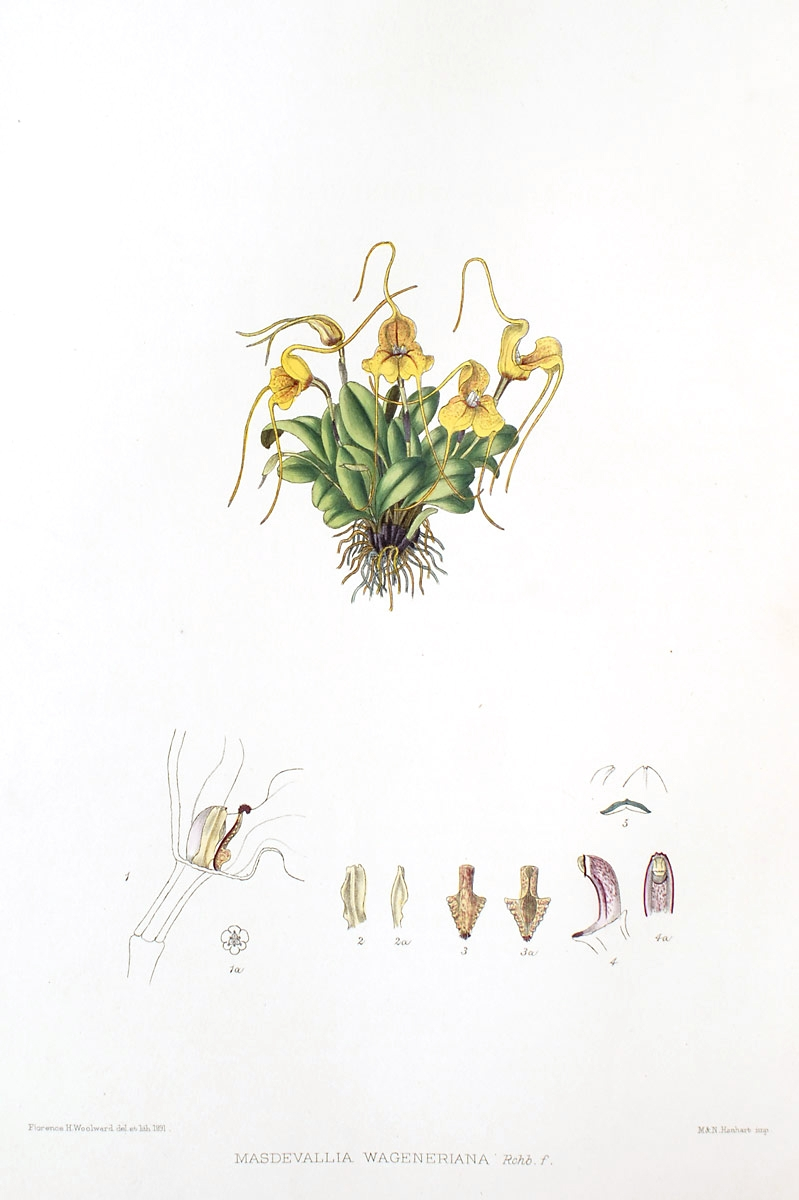
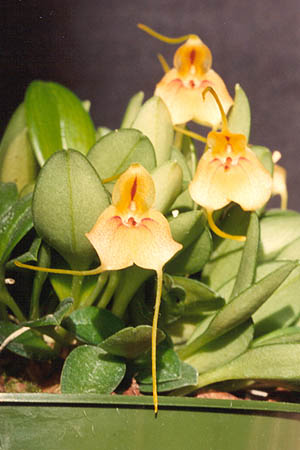